# Aristides (politicus)

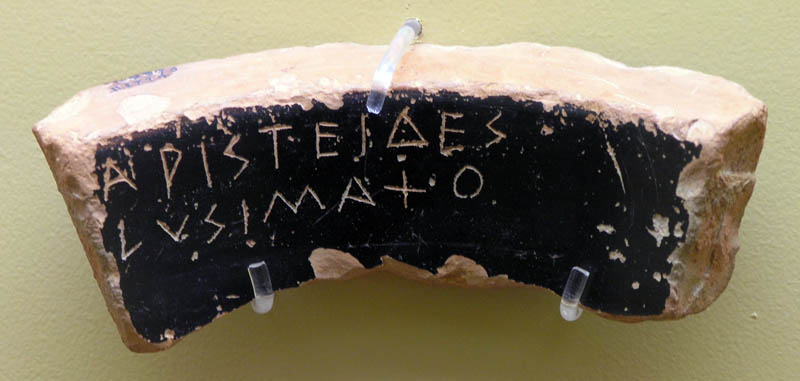
een ostrakon met de naam van Aristeides vermeld.

Aristides (Grieks: Ἀριστείδης / Aristeides), bijgenaamd de Rechtvaardige, was een Atheens staatsman ten tijde van de Perzische Oorlogen.
Hij was een van de tien strategen in de Slag bij Marathon (490 v.Chr.). In de daaropvolgende jaren was hij de grote politieke rivaal van Themistocles, met wiens vlootpolitiek hij het niet eens was. In 482 v.Chr. slaagde Themistocles erin zijn rivaal onschadelijk te maken: Aristides werd door ostracisme verbannen.
Het verhaal gaat dat hijzelf tijdens een ostracisme door een ongeletterde boer werd gevraagd om de naam Aristides op een scherf te schrijven (men stemde om hem te verbannen). Op de vraag van Aristides, waarom juist déze naam, antwoordde de boer: "Ik ken hem niet, maar ik ben het beu dat ze hem altijd de rechtvaardige noemen". Aristides schreef dan zijn naam op de scherf en werd voor 10 jaar verbannen.
Hij werd reeds na een paar jaar, toen de Perzen onder Xerxes I opnieuw Griekenland waren binnengevallen, teruggeroepen en kreeg na zijn eerherstel opnieuw een militair commando in de slag bij Plataeae (479 v.Chr.). Daarna had hij samen met Kimon II een belangrijk aandeel in de stichting van de Delisch-Attische Zeebond. Wegens zijn reputatie van onkreukbaarheid en onomkoopbaarheid werd hem de taak opgedragen de bijdrage van elke aangesloten bondslid te bepalen.
Aristides bleef Athene trouw dienen en stierf in armoede in 468 v.Chr. Zijn kinderen werden op staatskosten opgevoed.